# Perilo
Perilo o Perilao (en griego antiguo, Πέριλλος, Περίλαος, siglo VI a. C.) fue un escultor ateniense. Se asegura que construyó y regaló a Fálaris, tirano de Agrigento, un toro de bronce destinado a quemar en su interior a los reos sentenciados a pena capital. Según él, los gemidos lanzados por la víctima debían producir desde el interior del toro, a través de unas flautas colocadas en el hocico, un sonido semejante al mugido del animal verdadero. Fálaris, dice la tradición, mandó hacer la primera prueba arrojando en el interior del toro a Perilo. Antes de que muriera, sin embargo, Fálaris ordenó sacar a Perilo del interior del toro para que no profanara su obra y dispuso que muriera al ser arrojado por un precipicio.